# Bekasina chathamská
Bekasina chathamská (Coenocorypha pusilla) je malý pták z čeledi slukovití, který je endemitem Chathamských ostrovů. Jedná se o usedlého ptáka s hnědě zbarveným, černě kropeným opeřením. Je aktivní převážně v noci, kdy při brázdění hustou vegetací propichuje zeminu svým dlouhým zobákem a sbírá potravu jako jsou žížaly, larvy a různonožci.
V minulosti byly bekasiny chathamské hojně rozšířeny po všech ostrovech Chathamského souostroví. S introdukcí krys ostrovních, které tam zavlekli Polynésané, a později i koček, které sem byly dovlečeny osadníky evropského původu, bekasiny vymizely z obou hlavních ostrovů (Pittův a Chathamův ostrov). Dnes obývají několik menších chathamských ostrůvků, kde je neohrožují suchozemští predátoři. Jejich populace se odhaduje na cca 900–1000 párů.

## Taxonomie
Druh byl poprvé vědecky popsán Walterem Bullerem v roce 1869. Buller druh popsal na základě jedince odchyceného na ostrově Mangere, kterého mu zaslal přírodovědec Charles Traill. Podle Trailleho výpovědi se bekasiny tehdy nacházely pouze na tomto ostrově.
Binomické jméno druhu Coenocorypha pusilla je složeninou latinského coenum, což je chybná varianta slova caenum („bahno“) a coryphaeus („vůdce“). Pussila („malý“) odkazuje k tomu, že tento druh je menší než jeho blízcí příbuzní z některých jiných novozélandských ostrovů.
Bekasina chathamská náleží do rodu bekasina (Coenocorypha), kam se řadí další úzce příbuzné druhy jako C. aucklandica či C. huegeli. Rod Coenocorypha patří ke slukovitým (Scolopacidae) z rozmanitého řádu dlouhokřídlí (Charadriiformes).

## Popis

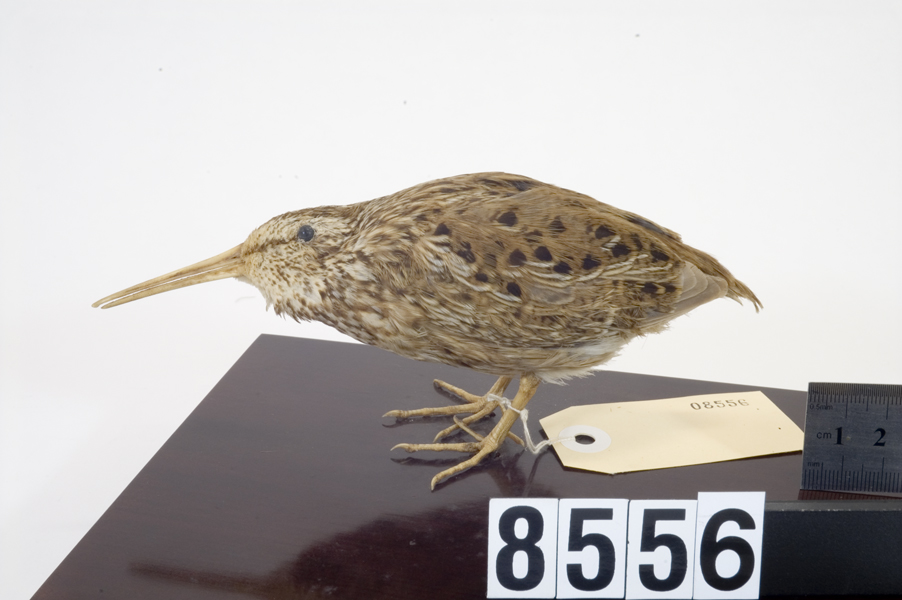
Vycpaný jedinec ve sbírkách Aucklandského muzea

Jedná se o malého nevýrazného ptáka o výšce kolem 19–20 cm. Rozpětí křídel je kolem 28–30 cm. Samci váží kolem 75 g, samice jsou o cca 10 gramů těžší. Poněkud zakulacený a usedlý tvar těla je zakončen krátkým ocasem. Krk je krátký a nevýrazný, hlava malá. Zobák je poměrně dlouhý a u samic bývá o cca 10 mm delší než u samců, avšak to je v terénu jen těžko pozorovatelné.
Opeření přechází různými odstíny hnědé od světlé až k tmavé či rezavě hnědé. Cele je pokryto černým kropením, konce peří bývají nažloutlé. Na břichu je zbarvení peří bledší než na hřbetu. Vzorce na hřbetu bývají výraznější u samců, avšak tento rozdíl je jen nepatrný a vyniká zejména když jsou samec a samice vedle sebe. Nohy bývají u samců do žluta, u samic mívají lehce nazelenkavý nádech. Juvenilní jedince lze rozpoznat podle šedých až olivově zelených nohou a celkově méně výrazném, bledším opeření.

## Biologie a chování
Samci se projevují hlasitým „čup čup“, které postupně přechází do série dvouslabičných „kuéjó kuéjó“. Tímto dvouslabičným voláním se bekasiny projevují i v počáteční fázi večerních namlouvacích letů známých jako hakawai. Výstražné volání představuje krátké pronikavé „čep“.

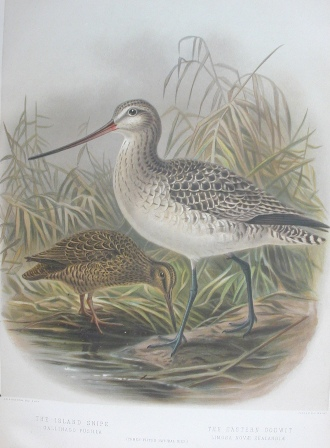
Bekasina chathamská (vlevo) a břehouš rudý na ilustraci z roku 1888

I když bekasiny mají schopnost letu, během dne létají pouze výjimečně, typicky pokud dojde k jejich vyrušení. Pokud se už z jakéhokoliv důvodu rozletí, létají pouze v zalesněném prostředí pod korunami stromů, což je patrně následek adaptace na ochranu před ptačími predátory. Na vzdušné predátory je adaptován i jejich základní obranný mechanismus – bekasiny v případě ohrožení „zamrznou“, tzn. na chvíli se znehybní, což snižuje schopnost dravců jejich lokace.
V noci dochází k letům častěji, a zejména pak v jasných, měsícem ozářených nocích jsou bekasiny velmi čilé a dávají o sobě vědět pomocí hlasitých zvukových projevů.

### Hnízdění
Období rozmnožování trvá po celý rok s výjimkou doby kolem června. Vejce elipsovitého tvaru jsou kladena od konce července do cca počátku dubna. Jejich barva je růžovo-hnědá s tmavě hnědým kropením. Typická snůška obsahuje 2, výjimečněji 3 až 4 vejce o rozměrech 39×28 m a váze 16 g. Samice klade vejce do hnízda umístěného v trsech ostřice, kapradí či jiné podobné husté vegetace. Inkubační doba trvá 18–20 dní a obě pohlaví se v sezení na vejcích střídají. Kuřata opouští hnízdo v den vyklubání, avšak rodiče se o ně starají i nadále. Samec přebírá rodičovské povinnosti jako je shánění potravy o prvně vyklubané mládě, samice se stará o druhé kuře. V tomto období se samec a samice od sebe oddělí a starají se každý o jednoho potomka, avšak po jejich osamostatnění po 6 týdnech se opět sejdou. Bekasiny tak lze takřka vždy spatřit v doprovodu jiné bekasiny – ať už potomka či druha/družky.

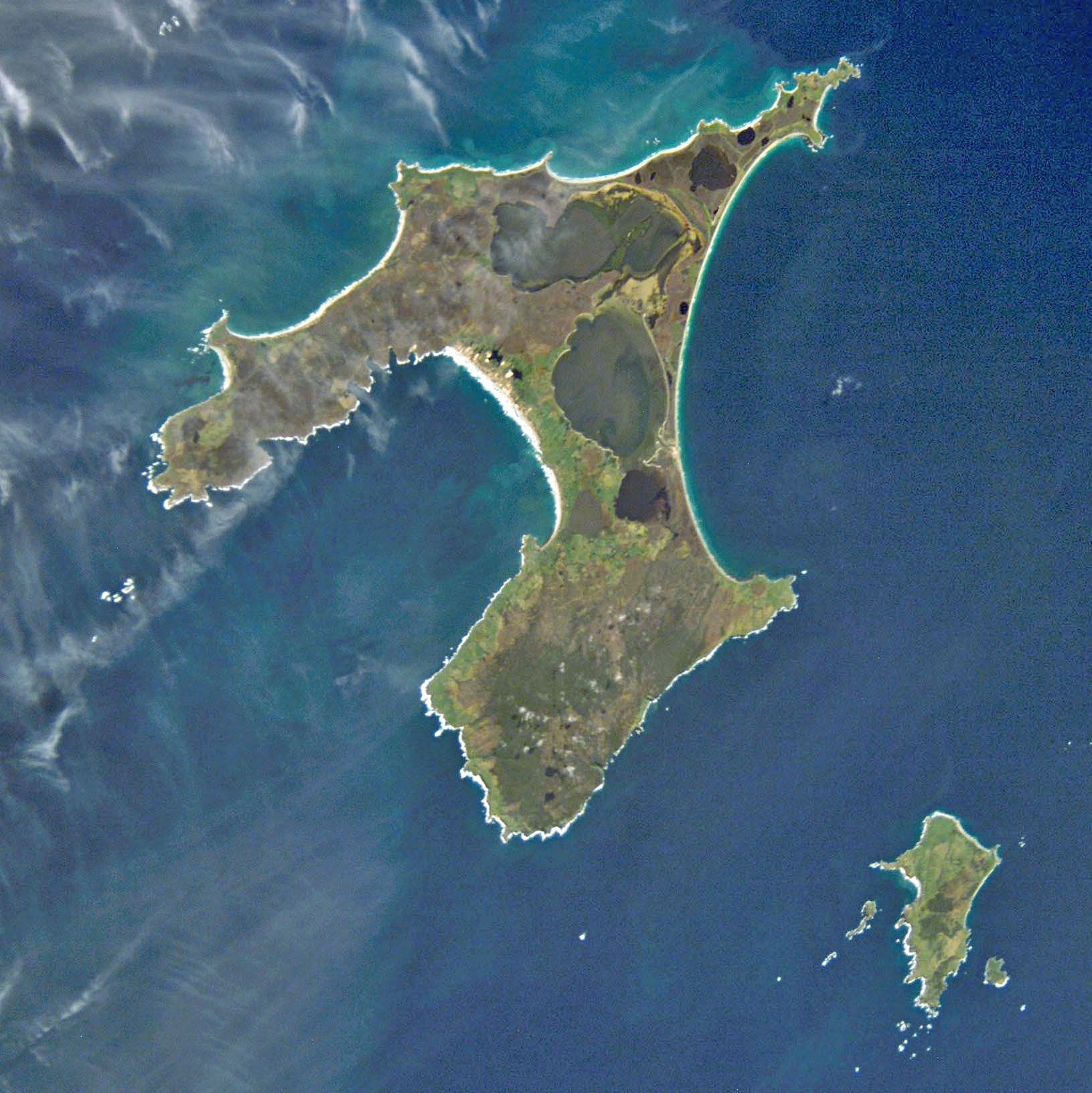
Satelitní snímek Chathamských ostrovů; vpravo dole lze spatřit Pittův ostrov obklopený menšími ostrůvky, které jsou posledním přirozeným útočištěm druhu

V době páření dochází u bekasin chathamských (stejně jako u dalších bekasin rodu Coenocorypha), k namlouvacím předváděcím letům zvaným hakawai. Jelikož se tyto lety odehrávají v noci, ještě nikdy nebyly podrobněji pozorovány člověkem a o jejich existenci se ví díky hlasitým projevům bekasin a ošlehanému ocasnímu peří. Bekasiny totiž vedle hlasitých vokálních projevů vydávají i zvuky připomínající bubnování či hluboce položené mručení či řvaní. K tvorbě těchto zvuků dochází mechanicky, a sice rozvibrováním vnějších per ocasních při slétání k zemi. Právě to způsobuje rychlé, zřetelné obnošení ocasních per.
Samotné slovo „hakawai“ pochází z maorštiny. Domorodí Maorové jím označovali mýty opředeného ptáka, který byl slyšen, ale nebyl viděn. Tento pták byl nejdříve slyšen, jak volá „hakawai hakawai“ těsně před tím, než došlo k onomu výraznému zvuku. Někteří autoři přirovnávají tento zvuk k rachotu řetězu či rolování rolety. Teprve pozdější vědecké výzkumy ukázaly, že oním mytickým ptákem Hakawai jsou bekasiny rodu Coenocorypha, které dokáží produkovat onen unikátní a na ptáka nezvyklý zvuk.

### Potrava
Krmí se převážně v noci, za dne zůstávají většinou skryty v husté vegetaci. V jídelníčku převládají žížaly, různonožci, hmyz a larvy. Potravu sbírají propichováním zeminy svým dlouhým špičatým zobákem.
Při podávání potravy dospělce potomkovi nebo při zásnubním krmení samce samice je potrava předávána i přijímána pomocí konců zobáků.

## Ohrožení a ochrana
Populace bekasin chathamských byla kdysi rozšířena po celém Chathamském souostroví včetně Pittova a Chathmava ostrova (hlavní ostrovy). S příchodem Polynésanů však došlo k drastickému úbytku lesa a tím i přirozeného prostředí bekasin. Po introdukci krys ostrovních někdy mezi lety 1500–1800 došlo k vymizení druhu z Chathamova ostrova (Rangiauria). Po introdukci koček došlo k úplnému vymizení bekasin i z Pittova ostrova (Wharekauri). Poslední bekasiny byly na Pittově ostrově spatřeny v 90. letech 19. století.
V 50. letech 20. století byly kočky z Pittova ostrova vyhubeny místními stříhači ovcí a od té doby jsou zatoulané bekasiny opět občas pozorovány i na Pittově ostrově, avšak nevytvářejí tam stálou populaci. V roce 2008 bylo na ostrově Rangatira odchyceno 20 bekasin a vypuštěno do oplocené části Pittova ostrova bez predátorů. Pokus o reintrodukci bekasin na Pittův ostrov však nevyšel a populace se na ostrově neuchytila. Dvakrát došlo k pokusu o přemístění bekasin i na novozélandskou pevninu do centra divoké přírody Pukaha (Pukaha / Mount Bruce National Wildlife Centre), kde bylo přemístěno několik párů bekasin i s vejci, avšak dospělci odmítli přijmout podávané jídlo a uhynuli.

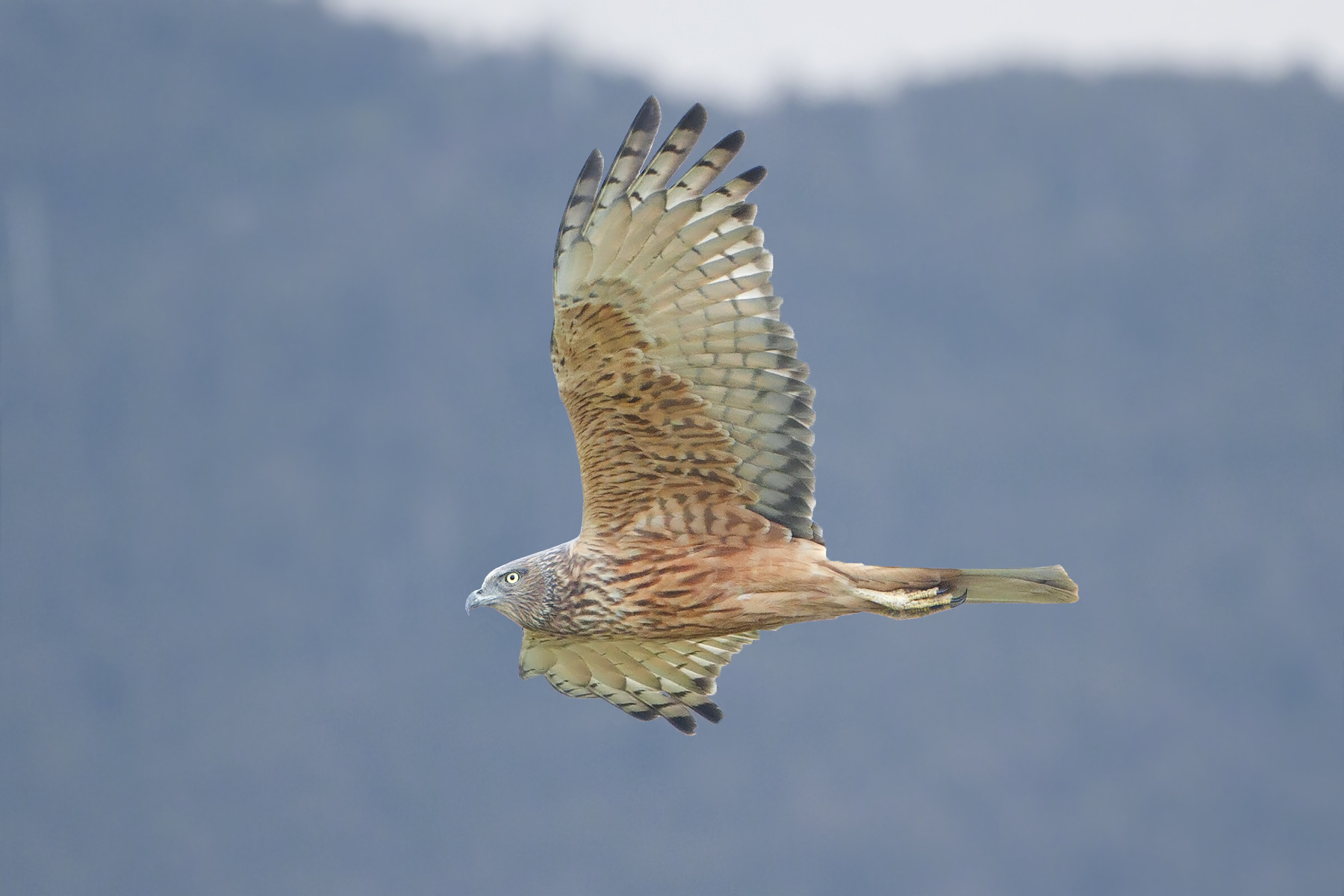
Moták tichomořský je spolu s chaluhami jeden z mála přirozených predátorů bekasin

I přes drastický úbytek historického areálu bekasin považuje IUCN současnou populaci za stabilní a druh hodnotí jako zranitelný.
K hlavním přirozeným predátorům patří chaluhy a moták tichomořský.

## Rozšíření a populace
Druh se nachází na několika menších chathamských ostrovech bez predátorů, a sice Rangatira, Tapuaenunku, Tapuenuku (Little Mangere) a Motuhope. Zatoulaní jedinci jsou občas pozorováni na Pittově ostrově a menším skalisku severozápadně od Pittova ostrova zvaném Králičí ostrovy (Rabbit Islands).
Celková populace se odhaduje na cca 900–1100 párů. Většina z nich, kolem 700–800 párů, se nachází na ostrově Rangatira. Na ostrově Tapuaenunku, kam bylo v roce 1970 reintrodukováno 23 párů bekasin, se nachází kolem 200–250 párů. Bekasiny samy rekolonizovaly Tapuenuku (Little Mangere), kde se nachází kolem několika desítek párů, stejně jako na ostrově Motuhope.